# Obrež
Obrež je naselje v Občini Središče ob Dravi.Je razloženo, deloma obcestno naselje na Središkem polju in leži ob cesti Ormož Čakovec. Južno od naselja prevladujejo njive in travniki, severno pa gozdovi. Najpomembnejše dejavnosti sta poljedelstvo in živinoreja. Vas je v svoji strukturi močno navezana na Dravo, ki je bila v prejšnjem času zaradi muhavosti velika nadloga. Obrežani so aktivni na kulturnem, zlasti folklornem področju. Kraj se prvič omenja leta 1320.